# Martin Baturina
Martin Baturina (Split, 16 februari 2003) is een Kroatisch voetballer die doorgaans speelt als middenvelder. In juli 2025 verruilde hij Dinamo Zagreb voor Como. Baturina debuteerde in 2023 in het Kroatisch voetbalelftal. Zijn broer Roko Baturina is ook profvoetballer.

## Clubcarrière
Baturina speelde in de jeugd van Hajduk Split en RNK Split, voor hij in 2017 werd opgenomen in de opleiding van Dinamo Zagreb. Hij doorliep deze opleiding en na wat wedstrijden voor het belofteteam maakte Baturina zijn debuut in het eerste elftal op 16 mei 2021, toen door drie doelpunten van Mario Gavranović met 0–3 gewonnen werd van HNK Gorica. Baturina moest van coach Damir Krznar op de reservebank beginnen en hij mocht zestien minuten na rust invallen voor Marko Tolić. Zijn eerste doelpunt maakte de middenvelder op 5 maart 2022, toen hij in het eigen Maksimirstadion tegen HNK Šibenik na doelpunten van Petar Bočkaj en Bruno Petković de uitslag bepaalde op 3–0. In april 2023 werd het contract van Baturina opengebroken en verlengd tot medio 2028.
Voorafgaand aan het seizoen 2025/26 werd Baturina voor een bedrag van circa achttien miljoen euro overgenomen door Como. Bij de Italiaanse club zette hij zijn handtekening onder een verbintenis voor de duur van vijf seizoenen.

## Clubstatistieken
| Seizoen | Club          | Competitie | Competitie | Competitie | Beker | Beker | Internationaal | Internationaal | Totaal | Totaal |
| Seizoen | Club          | Competitie | Wed.       | Dlp.       | Wed.  | Dlp.  | Wed.           | Dlp.           | Wed.   | Dlp.   |
| ------- | ------------- | ---------- | ---------- | ---------- | ----- | ----- | -------------- | -------------- | ------ | ------ |
| 2020/21 | Dinamo Zagreb | 1. HNL     | 2          | 0          | 0     | 0     | 0              | 0              | 2      | 0      |
| 2021/22 | Dinamo Zagreb | 1. HNL     | 13         | 2          | 2     | 0     | 3              | 0              | 18     | 2      |
| 2022/23 | Dinamo Zagreb | 1. HNL     | 34         | 6          | 4     | 0     | 11             | 0              | 49     | 6      |
| 2023/24 | Dinamo Zagreb | 1. HNL     | 32         | 5          | 4     | 2     | 15             | 1              | 51     | 8      |
| 2024/25 | Dinamo Zagreb | 1. HNL     | 33         | 4          | 2     | 0     | 10             | 2              | 45     | 6      |
| 2025/26 | Como          | Serie A    | 0          | 0          | 0     | 0     | —              | —              | 0      | 0      |
| Totaal  | Totaal        | Totaal     | 114        | 17         | 12    | 2     | 39             | 3              | 165    | 22     |

Bijgewerkt op 1 juli 2025.

## Interlandcarrière
Baturina debuteerde op 18 november 2023 in het Kroatisch voetbalelftal. Op die dag werd een EK-kwalificatiewedstrijd gespeeld tegen Letland en door doelpunten van Lovro Majer en Andrej Kramarić won Kroatië met 0–2. Baturina moest van bondscoach Zlatko Dalić op de reservebank beginnen en hij viel vier minuten voor het einde van de reguliere speeltijd in voor Luka Modrić. De andere Kroatische debutant dit duel was Marco Pašalić (HNK Rijeka).
Hij werd in mei 2024 door Dalić opgenomen in de Kroatische selectie voor het EK 2024 in Duitsland. Kroatië werd in de groepsfase uitgeschakeld na een nederlaag tegen Spanje (3–0) en gelijke spelen tegen Albanië (2–2) en Italië (1–1). Baturina kwam op het EK in één duel in actie. Zijn toenmalige clubgenoten Bruno Petković (eveneens Kroatië) en Arbër Hoxha (Albanië) waren ook actief op het toernooi.
Zijn eerste doelpunt in de nationale ploeg maakte Baturina op 15 oktober 2024, toen in het kader van de UEFA Nations League gespeeld werd tegen Polen. Dat land scoorde via Piotr Zieliński, maar treffers van Borna Sosa en Petar Sučić zorgden voor een Kroatische voorsprong. Baturina vergrootte deze nog, waarna het uiteindelijk door treffers van Nicola Zalewski en Sebastian Szymański 3–3 werd.
| Interlands van Martin Baturina voor Kroatië | Interlands van Martin Baturina voor Kroatië | Interlands van Martin Baturina voor Kroatië | Interlands van Martin Baturina voor Kroatië | Interlands van Martin Baturina voor Kroatië | Interlands van Martin Baturina voor Kroatië | Interlands van Martin Baturina voor Kroatië |
| №                                           | Datum                                       | Wedstrijd                                   | Uitslag                                     | Competitie                                  | Goals                                       |                                             |
| Als speler bij Dinamo Zagreb                | Als speler bij Dinamo Zagreb                | Als speler bij Dinamo Zagreb                | Als speler bij Dinamo Zagreb                | Als speler bij Dinamo Zagreb                | Als speler bij Dinamo Zagreb                | Als speler bij Dinamo Zagreb                |
| ------------------------------------------- | ------------------------------------------- | ------------------------------------------- | ------------------------------------------- | ------------------------------------------- | ------------------------------------------- | ------------------------------------------- |
| 1                                           | 18 november 2023                            | Letland – Kroatië                           | 0 – 2                                       | EK 2024 kwalificatie                        |                                             |                                             |
| 2                                           | 21 november 2023                            | Kroatië – Armenië                           | 1 – 0                                       | EK 2024 kwalificatie                        |                                             |                                             |
| 3                                           | 3 juni 2024                                 | Kroatië – Noord-Macedonië                   | 3 – 0                                       | Vriendschappelijk                           |                                             |                                             |
| 4                                           | 19 juni 2024                                | Kroatië – Albanië                           | 2 – 2                                       | EK 2024                                     |                                             |                                             |
| 5                                           | 5 september 2024                            | Portugal – Kroatië                          | 2 – 1                                       | Nations League 2024/25                      |                                             |                                             |
| 6                                           | 12 oktober 2024                             | Kroatië – Schotland                         | 2 – 1                                       | Nations League 2024/25                      |                                             |                                             |
| 7                                           | 15 oktober 2024                             | Polen – Kroatië                             | 3 – 3                                       | Nations League 2024/25                      | 26'                                         |                                             |
| 8                                           | 15 november 2024                            | Schotland – Kroatië                         | 1 – 0                                       | Nations League 2024/25                      |                                             |                                             |
| 9                                           | 18 november 2024                            | Kroatië – Portugal                          | 1 – 1                                       | Nations League 2024/25                      |                                             |                                             |
| 10                                          | 20 maart 2025                               | Kroatië – Frankrijk                         | 2 – 0                                       | Nations League 2024/25                      |                                             |                                             |
| 11                                          | 23 maart 2025                               | Frankrijk – Kroatië                         | 2 – 0 (5 – 4 n.s.)                          | Nations League 2024/25                      |                                             |                                             |
| 12                                          | 6 juni 2025                                 | Gibraltar – Kroatië                         | 0 – 7                                       | WK 2026 kwalificatie                        |                                             |                                             |

Bijgewerkt op 1 juli 2025.

## Erelijst
| 1. HNL                      | 4 | 2020/21, 2021/22, 2022/23, 2023/24 |
| Hrvatski nogometni kup      | 1 | 2023/24                            |
| Hrvatski nogometni superkup | 2 | 2022, 2023                         |